# Craugastor brocchi
Craugastor brocchi är en groddjursart som först beskrevs av Boulenger in Brocchi 1882.  Craugastor brocchi ingår i släktet Craugastor och familjen Craugastoridae. IUCN kategoriserar arten globalt som sårbar. Inga underarter finns listade i Catalogue of Life.